# Надаш
Надаш (рум. Nadăș) насеље је у Румунији у жупанији Тимиш у граду Рекашу. Oпштина се налази на надморској висини од 156 m.

## Историја
По "Румунској енциклопедији" село се први пут помиње у 13. веку. Ради се власничким дипломама из 1247. и 1256. године и месту званом "Надажд". Године 1471. ту се налазе блиско положена три села Надаш.
Тек 1717. године опет се помиње село, када у њему има 17 кућа. Село се током 18. века зове српским именом Дубоки Надаш. Оно је до почетка 19. века било румунско-српско по карактеру. Заједно су подигли цркву брвнару у 18. веку. Године 1797. православни парох у месту "Добоки Надош" био је поп Живан Бранковић (рукоп. 1779), који се служи српским и румунским језиком.
Временом Срба нестаје јер се делом исељавају, па Румуни чине већину. Та православна дрвена црква је срушена 1897. године да би ту подигнули нову посвећену Св. великомученику Георгију.
Мађари из Сегедина се плански насељавају од 1804. године и убрзо граде римокатоличку капелу. Она је сада у рушевинама.

## Становништво
Према подацима из 2021. године у насељу је живело 7 становника.